# Hufeisennasen
Die Hufeisennasen (Rhinolophidae) stellen eine Familie aus der Ordnung der Fledertiere dar. Die Familie umfasst 109 Arten, die alle zur Gattung Rhinolophus gezählt werden. Die Rundblattnasen (Hipposideridae) werden manchmal als Unterfamilie Hipposiderinae in die Hufeisennasen eingegliedert.

## Verbreitung und Arten
Hufeisennasen sind in Eurasien, Afrika und Australien verbreitet. Die deutschen Namen folgen dem Handbook Mammals of the World und dem Wörterbuch der Säugetiernamen - Dictionary of Mammal Names.
Fünf Arten sind auch in Europa anzutreffen:
- Große Hufeisennase (Rhinolophus ferrumequinum (Schreber, 1774))
- Kleine Hufeisennase (R. hipposideros (Bechstein, 1800))
- Mittelmeer-Hufeisennase (R. euryale Blasius, 1853)
- Blasius-Hufeisennase (R. blasii Peters, 1867)
- Meheley-Hufeisennase (R. mehelyi Matschie, 1901)

Weitere Arten der Gattung sind:
- Queensland-Hufeisennase (R.achilles Thomas, 1900)
- Spitze Hufeisennase (R. acuminatus Peters, 1871)
- Adam-Hufeisennase (R. adami Aellen & Brosset, 1968)
- Java-Hufeisennase (R. affinis Horsfield, 1823)

- etliche Unterarten, darunter R. a. himalayanus , R. a. hainanus, R. a. macrurus , … (siehe Java-Hufeisennase §Innere Systematik)

- Alkyone-Hufeisennase, auch Temminck-Hufeisennase (R. alcyone Temminck, 1852)
- Kamerun-Hufeisennase (R. alticolus Sanborn, 1936)
- Andamanen-Hufeisennase (Rhinolophus andamanensis Dobson, 1872 (unterschieden von Andamanen-Hufeisennase, s. u.))[4][5]
- Bogen-Hufeisennase, auch Indonesische Hufeisennase (R. arcuatus Peters, 1871)
- Beddome-Wollhaar-Hufeisennase, auch Indische Wollige Hufeisennase (R. beddomei Andersen, 1905)
- Zentralsulawesi-Hufeisennase (R. belligerator Patrick & McCulloch & Ruedas, 2013)
- Buchara-Hufeisennase, auch Bokhara-Hufeisennase (R. bocharicus Kastschenko & Akimov, 1917)
- Borneo-Hufeisennase (R. borneensis Peters, 1861)
- Canut-Hufeisennase auch Knud-Andersen-Hufeisennase (R. canuti Thomas & Wroughton, 1909)
- Kap-Hufeisennase  (R. capensis Lichtenstein, 1823)
- Sulawesi-Hufeisennase (R. celebensis K. Andersen, 1905)
- Rhinolophus cervenyi Benda, Uvizl, Eiseb & Avenant, 2024[6]
- Chasen-Hufeisennase (R. chaseni Sanborn, 1939)
- Chiew-Kwee-Hufeisennase (R. chiewkweeae Yoshiyuki & Lim, 2005)
- Arabische Hufeisennase, auch Geoffroy-Hufeisennase (R. clivosus Cretzschmar, 1828)
- Thai-Hufeisennase, (R. coelophyllus Peters, 1867)
- Andamanen-Hufeisennase (R. cognatus K. Andersen, 1906)[4]
- Cohen-Hufeisennase (R. cohenae Taylor, Stoffberg, Monadjem, Schoeman, Bayliss und Cotterill, 2012)
- Pahang-Hufeisennase, auch Cameron-Highlands-Hufeisennase (R. convexus Csorba, 1997)
- Kleine Japan-Hufeisennase (R. cornutus Temminck, 1835)
- Creagh-Hufeisennase (R. creaghi Thomas, 1896)
- Darling-Hufeisennase (R. darlingi K. Andersen, 1905)
- Damara-Hufeisennase (R. damarensis Roberts, 1946)
- Decken-Hufeisennase (R. deckenii Peters, 1867)
- Dent-Hufeisennase (R. denti Thomas, 1904)
- Andersen-Hufeisennase, auch Lautfreudige Hufeisennase (R. eloquens K. Andersen, 1905)
- Allen-Hufeisennase (R. episcopus G. M. Allen, 1923)
- Breitohr-Hufeisennase, auch Neuguinea-Hufeisennase (R. euryotis Temminck, 1835)
- Francis-Wollhaar-Hufeisennase (R. francisi Soisook et al., 2015)
- Taiwanesische Wollige Hufeisennase, auch Formosa-Wollhaar-Hufeisennase (R. formosae, Sanborn, 1939)
- Rüppel-Hufeisennase (R. fumigatus Rüppell, 1842)
- Gorongosa-Hufeisennase (R. gorongosae Taylor, Macdonald, Goodman, Kearney, Cotterill, Stoffberg, Monadjem, Schoeman et al., 2018)
- Guinea-Hufeisennase (R. guineensis Eisentraut, 1960)
- Hildebrandt-Hufeisennase (R. hildebrandtii Peters, 1878)
- Kyrenaika-Hufeisennase, auch Horaceki-Hufeisennase (R. horaceki Benda & Vallo, 2012)
- Hill-Hufeisennase (R. hilli Aellen, 1973)
- Hochland-Hufeisennase (R. hillorum Koopmann, 1989)
- Mindanao-Hufeisennase, auch Philippinen-Hufeisennase (R. inops K. Andersen, 1905)
- Kahuzi-Hufeisennase (R. kahuzi, Fahr & Kerbis Peterhans, 2013)
- Kei-Inseln-Hufeisennase, auch Kai-Hufeisennase (R. keyensis Peters, 1871)
- Lander-Hufeisennase (R. landeri Martin, 1838)
- Blyth-Hufeisennase (R. lepidus Blyth, 1844)
- Peters-Hufeisennase (R. lobatus Peters, 1852)
- Selangor-Wollhaar-Hufeisennase (R. luctoides, Volleth, Loidl, Mayer, Hoisen, Müller und Heller, 2015)
- Große Wollhaar-Hufeisennase, auch Große Wollige Hufeisennase (R. luctus Temminck, 1835)
- Maclaud-Hufeisennase (R. maclaudi Pousargues, 1897)
- Großohr-Hufeisennase (auch Großohrige Hufeisennase, R. macrotis Blyth, 1844)
- Madura-Hufeisennase (R. madurensis Anderson 1918)
- Tansania-Hufeisennase, auch Tanga-Hufeisennase (R. maendeleo Kock, Csorba und Howell, 2000)
- Malaiische Hufeisennase, auch Malaya-Hufeisennase (R. malayanus Bonhote, 1903)[7]
- Marshall-Hufeisennase (R. marshalli Thonglongya, 1973)
- McIntyre-Hufeisennase (R. mcintyrei Hill and Schlitter, 1982)
- Östliche Hufeisennase (R. megaphyllus Gray, 1834)
- Braune Vietnam-Hufeisennase (R. microglobosus Csorba & Jenkins, 1998)
- Mitra-Hufeisennase (R. mitratus Blyth, 1844, ausgestorben oder verschollen seit Entdeckung)
- Taiwan-Hufeisennase, auch Formosa-Hufeisennase (R. monoceros K. Andersen, 1905)
- Timor-Hufeisennase (R. montanus Goodwin 1979)
- Gebirgs-Hufeisennase (R. monticolus Soisook, Karapan, Srikrachang, Dejtaradol, Nualcharoen, Bumrungsri, Oo, Aung, Bates et al., 2016)
- Malaya-Wollhaar-Hufeisennase (R. morio Gray, 1842)
- Mosambik-Hufeisennase (R. mossambicus Taylor, Stoffberg, Monadjem, Schoeman, Bayliss und Cotterill, 2012)
- Anambas-Hufeisennase , auch Anambas-Inseln-Hufeisennase (R. nereis K. Andersen, 1905)
- Große Japan-Hufeisennase (R. nippon Temminck 1853), ehemals als Unterart der Großen Hufeisennase geführt. Genetische Untersuchungen weisen die beiden als eigene Arten aus.[8]
- Osgoods Hufeisennase, auch Osgood-Hufeisennase, (R. osgoodi Sanborn, 1939)
- Pearson-Hufeisennase (R. pearsonii Horsfield, 1851)
- Yaeyama-Hufeisennase (Rhinolophus perditus, K. Andersen, 1918)
- Nördliche Wollhaar-Hufeisennase (R. perniger Hodgson, 1843)
- Philippinen-Hufeisennase (R. philippinensis Waterhouse, 1843)
- Wollhaarige Borneo-Hufeisennase (R. proconsulis Hill, 1959)
- Zwerg-Hufeisennase, auch Kleinste Hufeisennase (R. pusillus Temminck, 1834)
- Glänzende Hufeisennase (R. refulgens K. Andersen, 1905)
- Königshufeisennase, auch Guizhou-Hufeisennase (R. rex Allen, 1923)
- Roberts-Hufeisennase (R. rhodesiae Roberts, 1946)
- Robinson-Hufeisennase (R. robinsoni K. Andersen, 1918)
- Rotbraune Indien-Hufeisennase, auch Roux-Hufeisennase (R. rouxii Temminck, 1835)
- Große Rotbraune Hufeisennase, auch Große Rote Hufeisennase (R. rufus Eydoux & Gervais, 1836)
- Ruwenzori-Hufeisennase (R ruwenzorii Hill, 1942)
- Sakeji-Hufeisennase (R. sakejiensis Cotterill, 2002)
- Schnitzler-Hufeisennase (R. schnitzleri Wu Yi und Thong, 2011)
- Kleine Wollige Hufeisennase, auch Kleine Wollhaar-Hufeisennase (R. sedulus K. Andersen, 1905)
- Shamel-Hufeisennase (R. shameli Tate, 1943)
- Shortridge-Hufeisennase (R. shortridgei K. Andersen, 1918)
- Siam-Hufeisennase, auch Thai-Hufeisennase (R. siamensis Gyldenstolpe, 1917)
- Wald-Hufeisennase (R. silvestris Aellen, 1959)
- Bushveld-Hufeisennase (R. simulator Andersen, 1904)
- Chinesische Hufeisennase, auch Rotbraune China-Hufeisennase (R. sinicus Andersen, 1905)
- Smithers-Hufeisennase (R. smithersi Taylor, Stoffberg, Monadjem, Schoeman, Bayliss und Cotterill, 2012)
- Südliche Braune Hufeisennase, auch Stheno-Hufeisennase (R. stheno K. Andersen, 1905)[7]
- Kleine Nepal-Hufeisennase, auch Nepal Hufeisennase (R. subbadius Blyth, 1844)
- Kleine Rote Hufeisennase, auch Kleine Rotbraune Hufeisennase (R. subrufus Andersen, 1905)
- Swinny-Hufeisennase (R. swinnyi Gough, 1908)
- Tate-Archbold-Hufeisennase (R. tatar Bergmans & Rozendaal, 1982)
- Thailand-Hufeisennase (R. thailandensis Wu, Harada und Motokawa, 2009)
- Thomas-Hufeisennase (R. thomasi K. Andersen, 1905)
- Dreiblatt-Hufeisennase, auch Kleeblatt-Hufeisennase (R. trifoliatus Temminck, 1834)
- Gelbgesichthufeisennase, auch Gelbgesichts-Hufeisennase (R. virgo Andersen, 1905)
- Willard-Hufeisennase (R. willardi Kerbis Peterhans und Fahr, 2013)
- China-Hufeisennase (R. xinanzhongguoensis Zou, Guillén-Servent, Lim, Eger, Wang und Jiang, 2009)
- Dobson-Hufeisennase (R. yunanensis Dobson, 1872)
- Ziama-Hufeisennase (R. ziama Fahr, Vierhaus, Hutterer und Kock, 2002)

## Beschreibung
Ihren Namen haben die Tiere von den blattartigen Hautbildungen, die die Nasenöffnungen umgeben. Diese bestehen aus einem hufeisenförmigen unteren Lappen, der in der Mitte eingesenkt ist und in dem sich die beiden Nasenlöcher befinden, und einem Sattel, der die Nasenlöcher oben abschließt und an ein rückwärtig liegendes Beil erinnert. Hinzu kommt eine Lanzette, eine dreieckige, spitze Struktur auf der Stirn. Diese Nase dient den Hufeisennasen zur Lautverstärkung. Die Ohren besitzen eine auffällig breite Basis und laufen spitz zu.
Die Flügel der Tiere sind sehr breit, und der kurze Schwanz wird komplett in die Flughaut einbezogen. Der Flug der Tiere wirkt eher langsam und gaukelnd mit langen Gleitstrecken, die Manövrierfähigkeit der Tiere ist jedoch sehr gut.
Hufeisennasen erreichen eine Kopfrumpflänge von 35 bis 110 Millimeter und ein Gewicht von vier bis 30 Gramm.

## Lebensweise
In ihren Quartieren hängen die Tiere meist einzeln und sind dabei vollständig in ihre Flughaut eingeschlagen. Werden sie gestört, können sie ohne lange Lethargie gleich starten. Wie andere Fledermäuse auch, jagen die Tiere nachts und orientieren sich durch Echoortung. Die Laute werden bei ihnen durch die Nasenöffnungen ausgestoßen. Ihre Beute, vorwiegend Insekten und Spinnen, fangen sie sehr häufig mit der Armflughaut.

## Medizinische Bedeutung
Im September 2005 wurden vier Rhinolophus-Arten, die rotbraune Chinesische Hufeisennase (R. sinicus), die Große Hufeisennase (R. ferrumequinum), die Großohr-Hufeisennase (R. macrotis) und die Pearson-Hufeisennase (R. pearsoni) als natürliche Reservoire von SARS-Coronavirus-ähnlichen Viren (Untergattung Sarbecovirus der Gattung Betacoronavirus) identifiziert, und damit als Ursprung der SARS-Ausbrüche 2002–2004.